# Circondario di Volosca-Abbazia
Il circondario di Volosca-Abbazia era uno dei circondari in cui era suddivisa la provincia dell'Istria; successivamente passò alla neocostituita provincia del Carnaro.

## Storia
Il circondario venne istituito nel 1923 in seguito alla riorganizzazione amministrativa dei territori annessi al Regno d'Italia dopo la prima guerra mondiale; si estendeva sul territorio degli ex distretti giudiziari di Volosca-Abbazia, Castelnuovo d'Istria e Bisterza.
L'anno successivo venne distaccato dalla provincia dell'Istria e aggregato alla nuova provincia del Carnaro (eccettuati i comuni di Castelnuovo e Matteria, assegnati al circondario di Capodistria)
Il circondario di Volosca-Abbazia venne soppresso nel 1926 e il territorio assegnato al circondario di Fiume.

## Geografia antropica

### Suddivisioni amministrative
All'atto dell'istituzione il circondario era così composto:
- mandamento di Volosca-Abbazia
  - comuni di Apriano (Veprinaz); Bersezio del Quarnaro; Laurana; Moschiena; Volosca-Abbazia
- mandamento di Bisterza
  - comuni di Berdo San Giovanni; Bisterza; Castel Iablanizza; Castelnuovo d'Istria; Ceglie; Elsane; Fontana del Conte (Knezak); Matteria; Mattuglie; Monte Chilovi; Primano (Prem); Ratecevo in Monte; Sagoria San Martino; Smeria; Torrenova di Bisterza